# HVC in het seizoen 1954/55
Het seizoen 1954/1955 was het eerste jaar van de Amersfoortse betaaldvoetbalclub HVC. De club kwam uit in de Eerste klasse D en eindigde daarin op de zevende plaats, dit betekende dat de club in het nieuwe seizoen uitkwam op het hoogste voetbalniveau.

## Wedstrijdstatistieken

### Eerste klasse A(afgebroken)
|       | AGOVV | Blauw-Wit | DWS   | Elinkwijk | GVAV | Haarlem | Heerenveen | Leeuwarden | Sportclub Enschede | Vitesse | VSV   | Wageningen |
| ----- | ----- | --------- | ----- | --------- | ---- | ------- | ---------- | ---------- | ------------------ | ------- | ----- | ---------- |
| Thuis | 3 – 0 | 2 – 3     | 0 – 1 | –         | –    | –       | –          | –          | 1 – 1              | –       | –     | 2 – 1      |
| Uit   | –     | –         | –     | 1 – 0     | –    | 0 – 1   | –          | 3 – 2      | –                  | –       | 2 – 1 | 1 – 2      |

### Eerste klasse D
|       | AGOVV | Ajax  | Be Quick | BVV   | D.F.C. | Eindhoven | De Graafschap | RBC   | Sportclub Enschede | De Volewijckers | VSV   | VVV   | Xerxes |
| ----- | ----- | ----- | -------- | ----- | ------ | --------- | ------------- | ----- | ------------------ | --------------- | ----- | ----- | ------ |
| Thuis | 0 – 0 | 0 – 3 | 3 – 0    | 1 – 1 | 0 – 1  | 0 – 0     | 1 – 1         | 3 – 1 | 2 – 2              | 1 – 2           | 2 – 1 | 1 – 1 | 1 – 2  |
| Uit   | 1 – 1 | 1 – 1 | 0 – 5    | 0 – 2 | 1 – 2  | 1 – 2     | 2 – 0         | 3 – 1 | 2 – 2              | 0 – 0           | 5 – 1 | 0 – 0 | 0 – 2  |

## Statistieken HVC 1954/1955

### Eindstand HVC in de Nederlandse Eerste klasse A 1954 / 1955
| Stand | Gespeeld | Gewonnen | Gelijk | Verloren | Punten | Doelpunten voor | Doelpunten tegen |
| ----- | -------- | -------- | ------ | -------- | ------ | --------------- | ---------------- |
| 7e    | 26       | 8        | 11     | 7        | 27     | 34              | 31               |

### Eindstand HVC in de Nederlandse Eerste klasse A 1954 / 1955 (afgebroken)
| Stand | Gespeeld | Gewonnen | Gelijk | Verloren | Punten | Doelpunten voor | Doelpunten tegen |
| ----- | -------- | -------- | ------ | -------- | ------ | --------------- | ---------------- |
| 10e   | 9        | 3        | 1      | 5        | 7      | 12              | 12               |

### Topscorers
| #              | Naam                  | Goal |
| -------------- | --------------------- | ---- |
| 1.             | Evert van der Horst   | 8    |
| 2.             | Gerard Koot           | 7    |
| 3.             | Cees Houtveen         | 5    |
| 4.             | Jan Nederhand         | 4    |
| 4.             | Henk Vreekamp         | 4    |
| 6.             | Hans van Eeden        | 3    |
| 7.             | Siem Sleeking         | 2    |
| Eigen doelpunt |                       |      |
| –              | Piet Willems (Xerxes) | 1    |
| Totaal         | Totaal                | 34   |

| #              | Naam                      | Goal |
| -------------- | ------------------------- | ---- |
| 1.             | Cees Houtveen             | 3    |
| 1.             | Siem Sleeking             | 3    |
| 3.             | Henk Vreekamp             | 2    |
| 4.             | Evert van der Horst       | 1    |
| 4.             | Hennie Nederhand          | 1    |
| 4.             | Jan Nederhand             | 1    |
| Eigen doelpunt |                           |      |
| –              | Frans Beijer (Wageningen) | 1    |
| Totaal         | Totaal                    | 12   |